# Asperula cilicia
Asperula cilicia là một loài thực vật có hoa trong họ Thiến thảo. Loài này được Hausskn. ex Ehrend. mô tả khoa học đầu tiên năm 1958.